# Hollerich

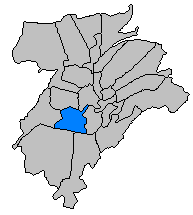
Hollerich, a sud-ovest di Lussemburgo.

Hollerich (in lussemburghese Hollerech) è un quartiere di Lussemburgo, capitale dell'omonimo granducato.
Nel 2001 il quartiere contava una popolazione di 5 569 abitanti.
La stazione ferroviaria di Hollerich è collegata al sud-ovest del paese grazie alla linea 70 della Société Nationale des Chemins de Fer Luxembourgeois. Questa stazione si trova a soli 600 metri dalla stazione ferroviaria di Lussemburgo. Il quartiere è anche la sede del Den Atelier, un teatro per concerti.
Ad Hollerich si trova il Campus Geesseknäppchen, il cuore del sistema educativo di Lussemburgo: esso è occupato da cinque istituti(l'Athénée de Luxembourg, la Scuola internazionale del Lussemburgo, il Lycée Aline Mayrisch, il Lycée Michel Rodange, il Lycée Technique Ecole de Commerce et de Gestion) ed il Conservatoire de Luxembourg.  Il campus vanta dei servizi per la comunità fra i quali una piscina olimpionica.

## Storia
Hollerich è stato un comune nel cantone di Lussemburgo fino al 26 marzo 1920, quando fu inserito fra le città del Lussemburgo, insieme ad Hamm e Rollingergrund.  Dal 7 aprile 1914 fino allo scioglimento del comune la parte del comune che circondava l'area urbana di Hollerich e Bonnevoie ottenne il titolo di città.  Il titolo non fu concesso a tutto il comune; la parte che ottenne il titolo fu ufficialmente chiamata Hollerich-Bonnevoie.